# IFK Malmö
Idrottsföreningen Kamraterna Malmö, známý především pod zkráceným názvem IFK Malmö, je švédský fotbalový klub z města Malmö.
Založen byl roku 1899. Odehrál 13 sezón v nejvyšší švédské soutěži, naposledy roku 1962. Nejlepší umístění, jakého kdy dosáhl, bylo 2. místo v roce 1960. To mu také zajistilo start v Poháru mistrů evropských zemí, kde postoupil do čtvrtfinále. V dobách své slávy byl jeho tradičním městským rivalem klub Malmö FF, dnes však IFK hraje v nižších soutěžích (5 stupňů pod první ligou). IFK tradičně hrají ve žlutých tílkách a zajímavostí je, že v jejich dresech museli nastoupit argentintští reprezentanti k zápasu Mistrovství světa 1958 proti Německu, když německý tým protestoval proti argentinským alternativním dresům.